# ۲۳۰ (پیش از میلاد)
۲۳۰ (پیش از میلاد) ۲۳۰مین سال قبل از تقویم میلادی است.